# 聖拉蒙 (貝尼省)
聖拉蒙是玻利維亞的城鎮，位於該國東北部，由貝尼省負責管轄，距離首府特立尼達211公里，海拔高度139米，每年平均降雨量約1,600毫米，2010年人口5,499。

## 外部連結
- Map of Mamoré Province

13°16′02″S 64°37′02″W / 13.26722°S 64.61722°W